# Kindersportschule
Eine Kindersportschule  (KiSS) ist eine Abteilung oder ein Angebot in einem Sportverein, ggf. auch in Zusammenarbeit mit der Kommune, die Kindern die Möglichkeit bietet, Sport ohne die Hürde eines Vereinsbeitritts nahezubringen. Das Sportangebot in einer Kindersportschule ist altersabhängig sportartenübergreifend und kann in verschiedene Stufen unterteilt werden. Die Finanzierung erfolgt über die Vereinsbeiträge. Unter der Leitung von hauptamtlichen Sportfachkräften werden Kinder zwischen drei und elf Jahren nach einem gemeinsamen Lehrplan mit pädagogisch ganzheitlichem Konzept unterrichtet. Besondere Berücksichtigung finden gesundheitliche Aspekte. Die Kinder sollen ihre motorischen Grundfertigkeiten verbessern. Grundlage für die Arbeit der Kindersportschulen ist ein gemeinsamer Rahmenlehrplan, der 2011 von einer eigens dafür eingesetzten Lehrplan-Kommission in einer überarbeiteten Version herausgegeben wurde und mit den Bildungsplänen Kindergarten und Schule kompatibel ist.
Die Idee der Kindersportschule entspringt einem Konzept des ehemaligen Vizepräsidenten des Schwäbischen Turnerbundes, Kurt Knirsch. Nach diesem Konzept gründete Jochen Kucera im Jahr 1988 die erste Kinderturn- und Sportschule in Weingarten.